# Metasphenisca spathuliniforma
Metasphenisca spathuliniforma es una especie de insecto del género Metasphenisca de la familia Tephritidae del orden Diptera.

## Historia
Dirlbek y Dirlbek la describieron científicamente por primera vez en el año 1968.